# جياني فيرساتشي
جياني فيرساتشي (2 ديسمبر 1946 - 15 يوليو 1997) مصمم الأزياء إيطالي يعتبر من أهم مصممي الأزياء في أواخر القرن العشرين، وهو المولود في قرية ريجيو كالابريا الفقيرة بجنوب إيطاليا، وعرض أول مجموعة أزياء من تصاميمه في ميلانو عام 1978 واشتهر فرساتشي عالميا بتصاميمه الفاخرة مثل الفستان الأسود الذي شهر الممثلة اليزابيث هيرلي التي ارتدته في العرض الافتتاحي للفيلم المشهور «أربع زيجات وتشييع واحد» (فور ويدنجز اند أي فيونيرال) عام 1994، وأيضا الفستان الذي ارتدته الأميرة الراحلة ديانا في الطبعة الإنجليزية لغلاف مجلة «بزار» للموضة. وكان هذان الفستانان اثنين من ثلاثة فساتين في واجهة المعرض.
وكان لفرساتشي الراحل أحاسيس عميقة لتاريخ إيطاليا العريق ووظف تلك الأحاسيس في تصاميمه، وقد علق على ذلك مرة قائلا «اتيت من دولة غنية بالتاريخ وجذورها عميقة وقديمة». وكان فرساتشي ممن يجمع القطع الفنية ويقدر الفن، وكان يستوحي بعض تصاميمه من لوحات الفنانين مثل الذي اخذه من لوحة للرسام اندي وارهول. وعند وفاته كان فرساتشي من أشهر مصممي الأزياء. وفي أقل من 20 عاما بنى إمبراطورية وضعت إيطاليا في مركز خريطة الموضة العالمية.

## الموت والإرث

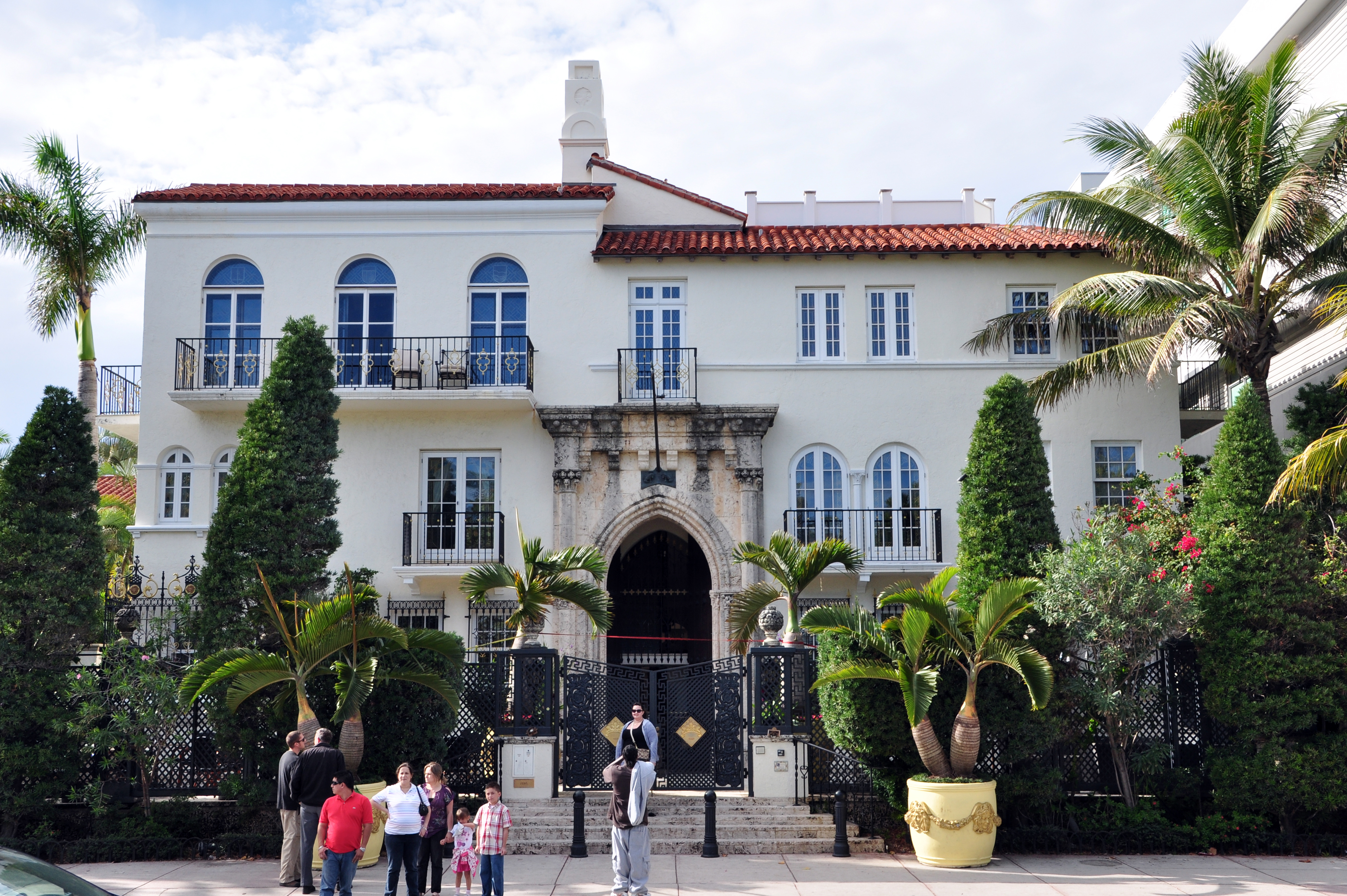
قصر جياني فيرساتشي: شاهد على إبداعه ونهايته المأساوية

قُتل فيرساتشي بالرصاص في 15 يوليو 1997، في سن ال 50، على درجات قصره في ميامي بيتش أثناء عودته من نزهة صباحية على أوشن درايف. أعلن بعد ذلك وفاته في مستشفى جاكسون ميموريال، في الساعة 9:21 صباحًا. عادة كان فيرساتشي يذهب مشياً برفقة مساعده إلى المقهى للحصول على أوراقه الصباحية، لكن في هذه المناسبة قرر الذهاب وحيداً.
قتل فيرساتشي على يد القاتل أندرو كونانان، الذي استخدم نفس البندقية للانتحار في زورق منزل بعد ثمانية أيام. كان كونانان مهووسًا بالمصمم، وكثيراً ما كان يتفاخر «بصداقته» الوثيقة مع فيرساتشي، على الرغم من أن هذا كان من أعراض أوهام كونانان للعظمة: فقد ادعى كذباً في كثير من الأحيان أنه قابل المشاهير. ومع ذلك، يعتقد عملاء مكتب التحقيقات الفيدرالي أن فيرساتشي وكونانان قد التقيا سابقًا في سان فرانسيسكو، على الرغم من أن علاقتهما ما زالت غامضة. نشرت مورين أورث الصحفية الأمريكية مقالة في عام 2008 في فانيتي فير تفيد بأن كونانان وفرساتشي قد التقيا لفترة وجيزة في ملهى ليلي في سان فرانسيسكو عام 1990 (بناءً على العديد من مزاعم شهود العيان) وربما كانا قد تفاعلا في مناسبات أخرى لأن كليهما كانا متورطين في دوائر ممارسة الجنس مقابل أجر في ميامي وسان فرانسيسكو. ومع ذلك، نفت عائلة فيرساتشي دائمًا بأن يكون قد تم اجتماع بين الاثنان على الإطلاق.
تم حرق جثة فيرساتشي وعاد رماده إلى مزرعة العائلة بالقرب من سيرنوبيو، إيطاليا، ودُفن في قبو العائلة في مقبرة مولتراسيو بالقرب من بحيرة كومو. القداس الجنائزي في فيرساتشي، الذي أقيم في كاتدرائية ميلانو، حضره أكثر من ألفي شخص، من بينهم ديانا، أميرة ويلز، التي قُتلت في حادث سيارة بعد ذلك بقليل من شهر.
في سبتمبر 1997، أعلنت وسائل الإعلام أن سانتو فيرساتشي، شقيق فيرساتشي، سيشغل منصب الرئيس التنفيذي الجديد لشركة جياني فيرساتشي إس بي. بينما أصبحت شقيقة فيرساتشي، دوناتيلا، رئيس التصميم الجديد.

## روابط خارجية
- جياني فيرساتشي على موقع IMDb (الإنجليزية)
- جياني فيرساتشي على موقع الموسوعة البريطانية (الإنجليزية)
- جياني فيرساتشي على موقع روتن توميتوز (الإنجليزية)
- جياني فيرساتشي على موقع مونزينجر (الألمانية)
- جياني فيرساتشي على موقع ألو سيني (الفرنسية)
- جياني فيرساتشي على موقع إن إن دي بي (الإنجليزية)
- جياني فيرساتشي على موقع قاعدة بيانات الفيلم (الإنجليزية)